# Генри, Джеймс (футболист)
Джеймс Генри (англ. James Henry; 10 июня 1989, Рединг) — английский футболист, полузащитник клуба «Оксфорд Юнайтед», представлявший различные юношеские сборные Англии и Шотландии.

## Карьера

### Рединг
Генри родился в городе Рединг. Выросший в Вудли, посещая Колледж Уэйнглс, который имеет спортивные секции, Джеймс начал свою карьеру в местном клубе «Вудли Сэйнтс». Генри, правый вингер, который также имеет опыт игры в центре полузащиты. Будучи воспитанником молодежной академии «Рединга», Джеймс подписал однолетний профессиональный контракт с клубом, в июне 2006 года, но пропустил большую часть сезона 2005/06, из-за крестообразной травмы колена. В виду, непопадания в первую команду «Рединга», в течение первого сезона клуба в Премьер-лиге, Джеймс, 22 марта 2007 года присоединился к клубу «Ноттингем Форест» на правах аренды до конца сезона 2006/07, но уже через три недели был досрочно возвращен родному клубу. За «красных» Джеймс сыграл только один матч, выйдя на замену. 13 апреля 2013 года принял участие в полуфинальном матче «Миллуола» против «Уиган Атлетик»